# Ulica Filtrowa w Warszawie
Ulica Filtrowa – ulica w dzielnicach Ochota i Śródmieście w Warszawie.

## Przebieg
Ulica łączy Śródmieście Południowe i Starą Ochotę. Jej nazwa pochodzi od Zespołu Stacji Filtrów znajdujących się po północnej stronie ulicy w jej środkowym biegu. Ma duże znaczenie komunikacyjne na odcinku od ulicy Krzywickiego do placu Narutowicza, gdzie przejmuje ruch samochodowy i tramwajowy z ulicy Nowowiejskiej.

## Historia
Ulicę Filtrową przeprowadzono około roku 1893, początkowo tylko na odcinku od ul. Suchej (obecnie Krzywickiego) do Raszyńskiej, przy okazji powiększania terenów Stacji Filtrów; równocześnie wzdłuż północnej pierzei ulicy wzniesiono odcinek otaczającego je muru.
Fragment ulicy pomiędzy Topolową (dziś: aleja Niepodległości) a Suchą powstał przed rokiem 1914, uregulowano go jednak dopiero w związku z budową Kolonii Staszica około roku 1922. W tym czasie wytyczono także końcowy fragment ulicy – do pl. Narutowicza; jako ostatni powstał fragment początkowy, pomiędzy al. Niepodległości a Polem Mokotowskim – około roku 1927.
Tereny rozciągające się od Filtrowej po ul. Wawelską zajmowały ówcześnie drewniane baraki koszarowe, użytkowane do roku 1915 przez wojska rosyjskie; samą ulicę przecinała wiodąca do nich bocznica kolejowa.
Gwałtowny rozwój ulicy nastąpił w okresie międzywojennym, wraz z pojawieniem się budownictwa spółdzielczego na Ochocie. Do pierwszych spółdzielni należała Spółdzielnia Budowlano – Mieszkaniowa im. Lubeckiego, zabudowująca tereny w rejonie ulic Filtrowej, Wawelskiej, Mochnackiego i Górnickiego. Z czasem Kolonia Lubeckiego rozpadła się, tworząc niewielkie osiedla należące do kilku spółdzielni; tu także inwestowały wojsko i policja oraz instytucje państwowe, wznoszące domy dla swych pracowników. Jedynym budynkiem służącym ogółowi społeczeństwa stał się gmach Urzędu Województwa Warszawskiego, wybudowany w roku 1938 pod nr. 57; jego historyzująca sylweta nawiązuje do magnackich rezydencji.
W roku 1926 ulicą Filtrową pojechał pierwszy tramwaj, łączący ulicę Suchą z pl. Narutowicza.
W 1938 roku przy ulicy założono park Wielkopolski.
Zabudowa ulicy ucierpiała w czasie obrony Warszawy we wrześniu 1939.
W roku 1944 zabudowa ulicy spłonęła; dzięki późnemu okresowi jej powstania i nowoczesnej konstrukcji wszystkie domy odbudowano do roku 1950. Większość obiektów sprzed 1939 zachowała się do dziś. W okresie powojennym we wschodniej części ulicy, w miejscu dawnego toru wyścigów konnych powstały nowe zabudowania Politechniki Warszawskiej. W ostatnich latach po południowej stronie ulicy na tym odcinku powstały nowoczesne budynki biurowe.

## Ważniejsze obiekty
- Instytut Techniki Budowlanej
- Biurowiec Focus
- Kolonia Staszica
- siedziba Najwyższej Izby Kontroli (nr 57)
- Zespół Stacji Filtrów
- Konsulat Republiki Islandii (nr 62)
- Dom dochodowy Pocztowej Kasy Oszczędności (nr 68)
- Park Wielkopolski
- Kolonia Lubeckiego